# Kanton Bouzonville
Kanton Bouzonville (fr. Canton de Bouzonville) je francouzský kanton v departementu Moselle v regionu Grand Est. Tvoří ho 55 obcí. Před reformou kantonů 2014 ho tvořilo 32 obcí.

## Obce kantonu
od roku 2015:
| - Alzing - Anzeling - Apach - Berviller-en-Moselle - Bibiche - Bouzonville - Brettnach - Château-Rouge - Chémery-les-Deux - Colmen - Contz-les-Bains - Dalem - Dalstein - Ébersviller - Falck - Filstroff - Flastroff - Freistroff - Grindorff-Bizing | - Guerstling - Halstroff - Hargarten-aux-Mines - Haute-Kontz - Heining-lès-Bouzonville - Hestroff - Holling - Hunting - Kerling-lès-Sierck - Kirsch-lès-Sierck - Kirschnaumen - Laumesfeld - Launstroff - Malling - Manderen - Menskirch - Merschweiller - Merten | - Montenach - Neunkirchen-lès-Bouzonville - Oberdorff - Rémelfang - Rémeling - Rémering - Rettel - Ritzing - Rustroff - Saint-François-Lacroix - Schwerdorff - Sierck-les-Bains - Tromborn - Vaudreching - Villing - Vœlfling-lès-Bouzonville - Waldweistroff - Waldwisse |

před rokem 2015:
| - Alzing - Anzeling - Berviller-en-Moselle - Bibiche - Bouzonville - Brettnach - Château-Rouge - Chémery-les-Deux - Colmen - Creutzwald - Dalem - Dalstein - Ébersviller - Falck - Filstroff - Freistroff | - Guerstling - Hargarten-aux-Mines - Heining-lès-Bouzonville - Hestroff - Menskirch - Merten - Neunkirchen-lès-Bouzonville - Oberdorff - Rémelfang - Rémering - Saint-François-Lacroix - Schwerdorff - Tromborn - Vaudreching - Villing - Vœlfling-lès-Bouzonville |